# 라고메라섬
라고메라섬(La Gomera)은 스페인 카나리아 제도에 위치한 섬이다.